# Bengt Ossler
Bengt Ossler, född 30 maj 1932 i Malmö, död 8 maj 1998 i Helsingborg, var en svensk målare och grafiker.
Han var son till keramikern Nils Ossler (1900–1979) och Doris Lovis Ohlsson samt från 1959 gift med Emma Cannela Natalia D'Elia.
Ossler var som konstnär autodidakt, men studerade konst under resor i Frankrike, Spanien och Italien. Han bosatte sig 1960 i Italien; samma år tilldelades han Ellen Trotzigs stipendium. Han debuterade i utställningssammanhang 1954 på Galerie Moderne i Stockholm och genomförde tillsammans med Björn Malmeström en utställning på Galerie Æsthetica 1956 samt en separatutställning på Malmö museum 1959. Sedan mitten av 1950-talet medverkade han i Skånes konstförenings höstsalonger i Malmö och Helsingborgs konstförenings vårsalonger i Helsingborg bland andra större utställningar märks Kulla-konst i Höganäs 1950–1951 och Sju skåningar i Göteborgs konsthall 1959. 
Han tilldelades Skåne konstförenings stipendium 1955. Hans konst består av stilleben och landskapsmålningar i olja, krita eller träsnitt.  
Ossler är representerad med oljemålningar vid Moderna museet, Malmö museum och Helsingborgs museum. Makarna Ossler är begravda på Hjärnarps kyrkogård.